# Budzieszowice
Budzieszowice  (deutsch Bauschwitz, 1936–1945 Bauschdorf) ist ein Ort der Gmina Łambinowice in der Woiwodschaft Opole in Polen.

## Geographie

### Geographische Lage
Budzieszowice liegt im südwestlichen Teil Oberschlesiens im Falkenberger Land. Das Dorf Budzieszowice liegt rund drei Kilometer südwestlich vom Gemeindesitz Łambinowice, rund 18 Kilometer nordöstlich der Kreisstadt Nysa (Neisse) und etwa 45 Kilometer südwestlich der Woiwodschaftshauptstadt Oppeln.
Budzieszowice liegt in der Nizina Śląska (Schlesische Tiefebene) innerhalb der Równina Niemodlińska (Falkenberger Ebene). Durch den Ort führt die Woiwodschaftsstraße Droga wojewódzka 406. Westlich des Ortes liegt der Bahnhof Budzieszowice an der Bahnstrecke Opole–Nysa.

### Nachbarorte
Nachbarorte von Budzieszowice sind im Nordosten der Gemeindesitz Łambinowice (Lamsdorf), im Osten Wierzbie (Wackenau), im Südosten Niesiebędowice (Nüßdorf), im Süden Myszowice (Mauschwitz) und im Westen Jasienica Dolna (Niederhermsdorf).

## Geschichte
Das Dorf wurde im Jahr 1284 erstmals als Budissovici erwähnt. Bereits ein Jahr später wurde der Ort als Budzieszowic erwähnt. Das Dorf wurde vermutlich um 1250 während der Kolonisation des nördlichen Neisser Landes nach deutschem Recht gegründet. 1373 erfolgte eine Erwähnung des Dorfes als Buduschowicz.
Nach dem Ersten Schlesischen Krieg 1742 fiel Bauschwitz mit dem größten Teil Schlesiens an Preußen. Zwischen 1743 und 1816 gehörte das Dorf zum Landkreis Neisse. 1783 bestanden im Dorf 13 Bauern, 15 Gärtner, vier Häusler, zwei Schmieden und eine Windmühle.
Nach der Neuorganisation der Provinz Schlesien gehörte die Landgemeinde Bauschwitz ab 1816 zum Landkreis Falkenberg O.S. im Regierungsbezirk Oppeln. 1845 bestanden im Dorf ein Schloss, zwei Vorwerke, eine Brauerei und 57 Häuser. Im gleichen Jahr lebten in Bauschwitz 348 Menschen, davon acht evangelisch. 1850 wurde eine Kirche im Ort erbaut. 1855 lebten 374 Menschen im Ort. 1861 zählte Bauschwitz wiederum 348 Einwohner. 1865 zählte das Dorf 13 Bauer-, 18 Gärtner- und 9 Häuslerstellen. 1874 wurde der Amtsbezirk Nüßdorf gegründet, welcher aus den Landgemeinden Bauschwitz, Ferdinandshof, Korpitz, Lammsdorf, Mauschwitz und Nüßdorf und den Gutsbezirken Bauschwitz, Ferdinandshof, Lammsdorf, Mauschwitz und Nüßdorf bestand. 1885 zählte Bauschwitz 307 Einwohner. 1890 wurde das Schloss Bauschwitz nordwestlich des Dorfes erbaut.
Um 1930 kam Bauschwitz zum Amtsbezirk Mauschwitz. 1933 hatte Bauschwitz 347 Einwohner. Am 28. Juli 1936 wurde der Ortsname in Bauschdorf geändert. 1939 zählte Bauschdorf 355 Einwohner. Bis 1945 befand sich der Ort im Landkreis Falkenberg O.S.
Die Rote Armee eroberte das Dorf nach teils heftigen Kämpfen von Westen her am 17. März 1945. Danach kam Bauschdorf wie der größte Teil Schlesiens unter polnische Verwaltung. Nachfolgend wurde der Ort in Budzieszowice umbenannt und der Woiwodschaft Schlesien angeschlossen. Die verbliebene deutsche Bevölkerung wurde im Juni 1946 vertrieben. 1950 wurde es der Woiwodschaft Oppeln eingegliedert. 1999 kam der Ort zum neu gegründeten Powiat Nyski (Kreis Neisse). 2011 lebten in Budzieszowice 350 Menschen.

## Sehenswürdigkeiten
- Die römisch-katholische Mariä-Geburt-Kirche (poln. Kościół Narodzenia Maryi Panny) wurde 1850 erbaut.[1]
- Das Schloss Bauschwitz wurde 1890 erbaut. Das zweigeschossige Gebäude mit Mansardendach steht heute leer.[9]
- Wegekreuz